# Leslie Savage
Leslie Savage, né le 16 mars 1897 à Sutton et mort le 26 août 1979 à Worthing, est un nageur britannique.

## Biographie
Aux Jeux olympiques d'été de 1920 à Anvers, Leslie Savage remporte la médaille de bronze à l'issue de la finale du relais 4x200m nage libre en compagnie de Edward Peter, Harold Annison et Henry Taylor.